# ジョージ・リー (第3代リッチフィールド伯爵)

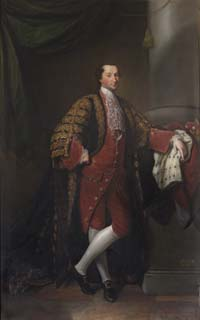
第3代リッチフィールド伯爵

第3代リッチフィールド伯爵ジョージ・ヘンリー・リー（英語: George Henry Lee, 3rd Earl of Lichfield PC FSA、1718年5月21日 – 1772年9月19日）は、イングランド貴族、グレートブリテン王国の政治家。トーリー党所属。1743年までクアレンドン子爵の儀礼称号を使用した。

## 生涯
第2代リッチフィールド伯爵ジョージ・ヘンリー・リーとフランシス・ヘイルズ（Frances Hales、1698年頃 – 1769年2月3日、第4代準男爵サー・ジョン・ヘイルズの娘）の息子として、1718年5月21日に生まれ、22日にセント・マーティン・イン・ザ・フィールズで洗礼を受けた。1728年よりウェストミンスター・スクールで教育を受けた後、1736年1月1日にオックスフォード大学セント・ジョンズ・カレッジに入学、1737年2月14日にM.A.の学位を、1743年8月25日にD.C.L.の学位を修得した。
1740年2月にオックスフォードシャー選挙区で当選して庶民院議員になった。議会ではトーリー党の一員として行動したが、1741年2月のロバート・ウォルポール解任動議には棄権した。1743年2月15日に父が死去すると、リッチフィールド伯爵位を継承した。以降は貴族院に移籍したが、政治への関わりが少なくなったという。
1743年から1772年までイングランド民事裁判所のCustos Brevium（秘書職の1つ）を務めた。また、1760年から1762年までジョージ3世の寝室侍従を務め、1762年7月14日に枢密顧問官に任命され、同1762年から1772年まで恩給紳士隊隊長を務めた。オックスフォード大学では1760年から1762年までHigh Stewardを、1762年から1772年まで総長（Chancellor）を務めた。
1767年11月19日、ロンドン考古協会フェローに選出された。
1772年9月19日に死去、スペルスベリーで埋葬された。叔父ロバートが爵位を継承した。

## 家族
1745年1月16日、ディナー・フランクランド（Dinah Frankland、1719年頃 – 1779年1月8日、第3代準男爵サー・トマス・フランクランドの娘）と結婚した。